# Gåde
Gåder er en prøve på skarpsindighed; at finde svar på spørgsmål, der med vilje er uklart formuleret. Aristoteles anså metaforen som gådens ophav, for alle metaforer rummer et gådefuldt element ved at omtale noget, der leder tanken hen på selve tingen, men ikke på indlysende vis.
"Gåde" er et låneord fra norsk, fra en ordstamme med betydning "at gribe". Det hører blandt de nordiske indlån, da purismen fra 1840'erne søgte at rense sproget. "Gåde" kom som afløsning af det tidligere omstændelige "mørk Tale fremsat for at opløses".

## Eksempel
Hvad skete der i 1961, som ikke vil ske før om meget lang tid?
Svar: Årstallet kan vendes på hovedet, og der vil stadig stå 1961. Det sker først igen i 6009!